# Thomas Lüthi
Thomas Lüthi (Oberdiessbach, 6 de setembro de 1986) é um motociclista suíço que disputa o mundial de 250cc pela equipe tcheca da Elit Grand Prix.

## Carreira
Luthi foi campeão mundial das 125cc na MotoGP.